# Carla Del Ponte

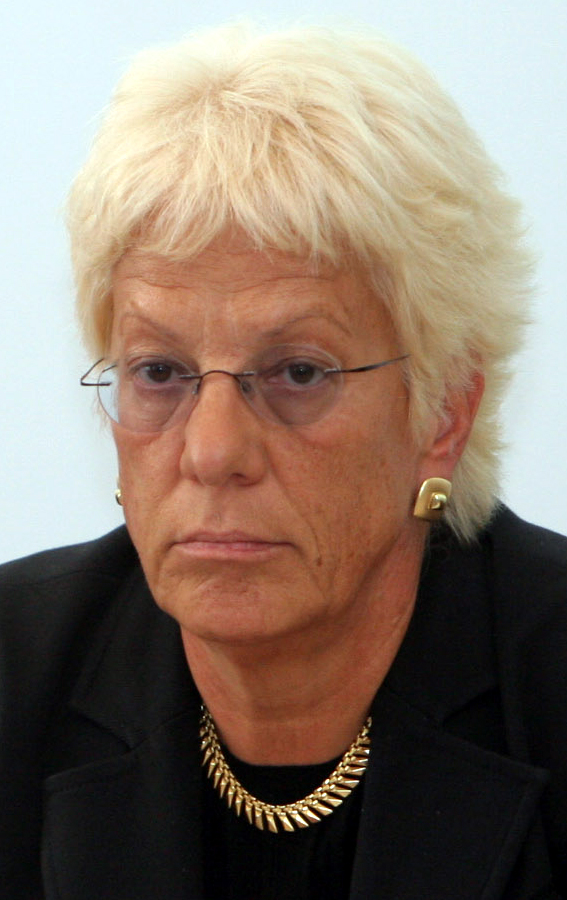
Carla Del Ponte (2006)

Carla Del Ponte (* 9. Februar 1947 in Bignasco, Kanton Tessin) ist eine Schweizer Juristin und Diplomatin. Sie war von 1994 bis 1998 Bundesanwältin der Schweizerischen Eidgenossenschaft. Danach war sie von 1999 bis 2007 Chefanklägerin des Internationalen Strafgerichtshofes für das ehemalige Jugoslawien in Den Haag und parallel von 1999 bis 2003 Chefanklägerin des Internationalen Strafgerichtshofes für Ruanda in Arusha. Von 2008 bis 2011 war sie Botschafterin der Schweiz in Argentinien.
Von 2011 bis 2017 war sie Mitglied einer vom UN-Hochkommissariat für Menschenrechte eingesetzten Kommission (IICISyria), die Menschenrechtsverletzungen in Syrien im dortigen Bürgerkrieg untersucht.

## Beruflicher Werdegang
Carla Del Ponte wuchs mit drei Brüdern in einem kleinen Dorf im Kanton Tessin auf. Ihre Mutter war Kinderpflegerin, ihr Vater leitete ein Hotel. Sie wuchs in dem Wissen auf, dass sie für Ziele kämpfen muss, sich aber auch durchsetzen kann, wie sie selbst in einem Interview angab.
Del Ponte studierte internationales Recht in Bern, an der Universität Genf und in Grossbritannien. Ab 1972 arbeitete Del Ponte in einer Rechtsanwaltspraxis in Lugano, 1975 gründete sie ihre eigene Kanzlei und spezialisierte sich anfangs auf Scheidungsrecht, was sie auf Dauer jedoch als langweilig empfand.
1981 wechselte sie auf die Anklageseite und wurde Staatsanwältin des Kantons Tessin. Ihr Vorgehen gegen Geldwäsche, organisierte Kriminalität, Waffenschmuggel und grenzüberschreitende Wirtschaftskriminalität galt als kompromisslos. Sie arbeitete eng mit dem 1992 ermordeten italienischen Richter Giovanni Falcone gegen die Mafia zusammen und entging am 20. Juni 1989 bei Palermo nur knapp einem Sprengstoffanschlag.
1994 wurde sie zur Bundesanwältin der Schweiz berufen. Sie ermittelte unter anderem wegen Geldwäsche und Korruption im engeren Umkreis des früheren russischen Präsidenten Boris Jelzin und gegen den Bruder des mexikanischen Ex-Präsidenten Salinas. Ihre Arbeit als oberste Anklägerin der Schweizer Bundesbehörden wurde unterschiedlich bewertet: von linker Seite wurde ihr – auch im Parlament – vorgeworfen, sie habe zu viel Publizität zu ihren Fällen entwickelt, von denen die meisten dann im Sande verlaufen seien. Ein Hauptbelastungszeuge in der Korruptionsaffäre um Boris Jelzin («Russia-Gate»), der Jelzin-Berater Felipe Turover, verklagte Del Ponte im März 2001 wegen fahrlässiger Gefährdung seines Lebens. Der Schweizer Bundesanwalt Valentin Roschacher wies die Klage gegen seine Amtsvorgängerin ab. Turover verklagte daraufhin Roschacher wegen Begünstigung Del Pontes. Im Mai 2002 wurde ein Sonderermittler in dieser Sache eingesetzt.
Im September 1999 wurde sie als Nachfolgerin von Louise Arbour Chefanklägerin sowohl des Internationalen Strafgerichtshofs für das ehemalige Jugoslawien, zuständig für die Verfolgung schwerer Verbrechen während der Jugoslawienkriege, als auch des Internationalen Strafgerichtshofs für Ruanda, zuständig für die Strafverfolgung der Täter des Völkermords in Ruanda. Im Rahmen einer Umstrukturierung im Jahr 2003 musste sie das Chefanklägeramt für das Ruanda-Tribunal abgeben.

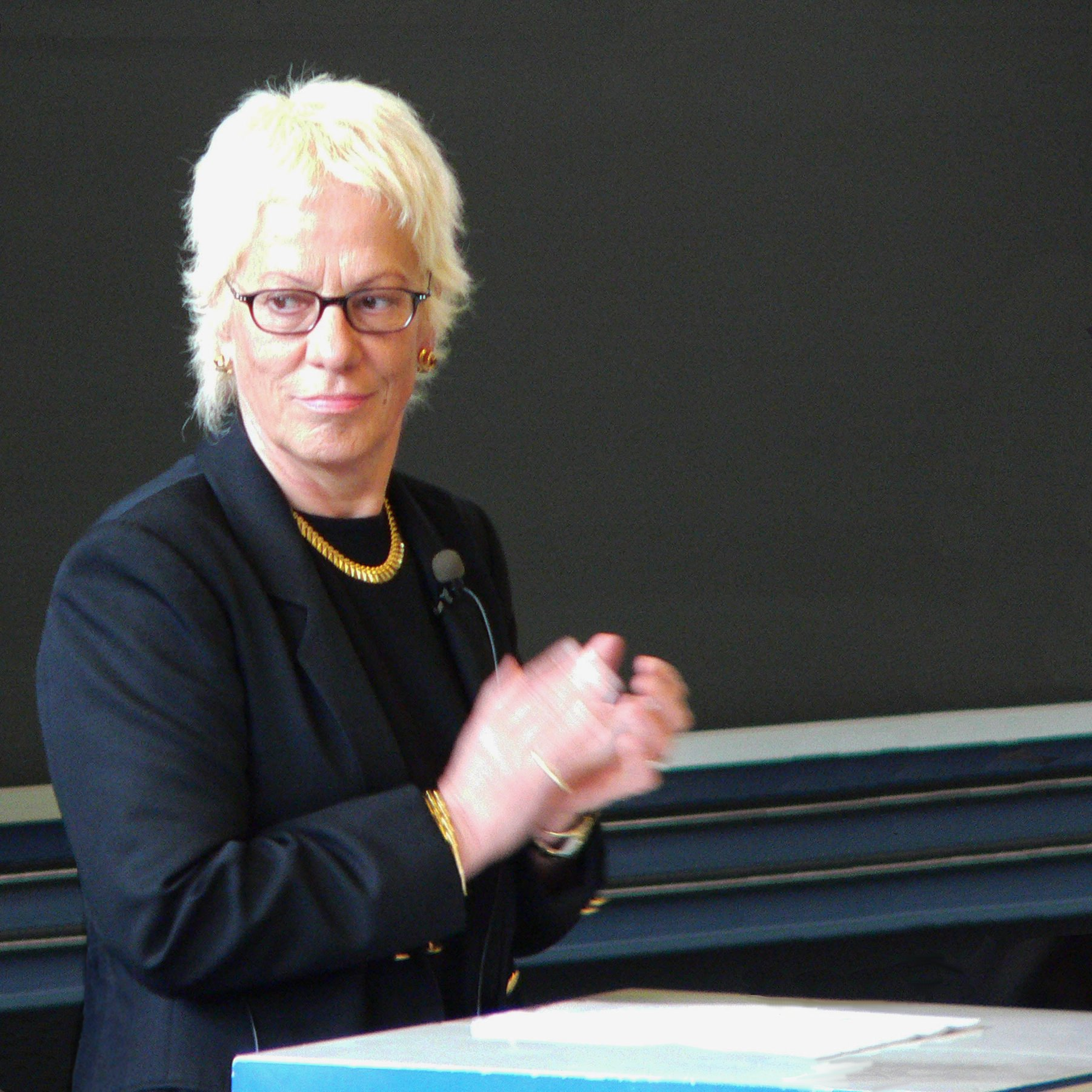
Carla Del Ponte während eines Vortrags an der Universität Lausanne im April 2005

Als Chefanklägerin trat sie nach achtjähriger Amtszeit zum 31. Dezember 2007 zurück. In dieser Zeit wurden 91 Personen von insgesamt 161 Personen, gegen die das UN-Tribunal seit 1993 Anklage erhoben hatte, verhaftet oder stellten sich freiwillig, und 63 Personen wurden verurteilt.
Nach ihrem Rücktritt als Chefanklägerin lehnte sie eine Rückkehr zur Schweizerischen Bundesanwaltschaft ab. Sie wurde vom Bundesrat per 1. Januar 2008 zur Botschafterin der Schweiz in Argentinien ernannt. Ende Februar 2011 wurde sie pensioniert.
Im August 2008 erhob Del Pontes Sprecherin Florence Hartmann in einem Gespräch mit der Belgrader Zeitung Blic schwere Vorwürfe gegen Clinton und Chirac: Beide hätten wiederholt eine Verhaftung Karadžićs verhindert.
Del Ponte untersuchte seit August 2011 Menschenrechtsverletzungen in Syrien als Mitglied der «Independent International Commission of Inquiry on the Syrian Arab Republic», die vom UN-Hochkommissariat für Menschenrechte (UNHCHR) eingesetzt worden ist. In dieser Funktion sagte Del Ponte Anfang Mai 2013 gegenüber dem Tessiner Fernsehen RSI zu den Giftgasanschlägen in Aleppo zwei Monate zuvor: «Wir haben Zeugenaussagen von Ärzten, Flüchtlingen in benachbarten Ländern und Spitalmitarbeitern, dass chemische Waffen verwendet wurden – nicht von der Regierung, aber von der Opposition» (die u. a. von den USA, Grossbritannien, Katar und Saudi-Arabien unterstützte Freie Syrische Armee). Die Art und Weise der medizinischen Behandlung der Opfer lege den dringenden Verdacht nahe, dass Sarin eingesetzt worden sei. Zur Aufklärung wurden am 19. August 2013 UN-Chemiewaffen-Inspektoren nach Syrien geschickt, deren Arbeit allerdings auf einen nur zwei Tage später folgenden zweiten Giftgasanschlag umgelenkt wurde. Im Oktober 2017 trat Del Ponte von ihrer Position als UNO-Sonderermittlerin in Syrien zurück. Als Begründung gab sie fehlende politische Unterstützung und Stagnation in ihrer Arbeit an. Sie warf der UN vor, keine Lösung zu wollen.
Nach dem russischen Überfall auf die Ukraine forderte sie im April 2022, internationale Haftbefehle gegen die russische Führung auszustellen und rasch eine Anklageschrift für den Weltstrafgerichtshof auszuarbeiten.
Über ihr bewegtes Berufsleben hat Carla Del Ponte mehrere Bücher veröffentlicht.

## Organschmuggel-Kontroverse
2008 veröffentlichte Carla Del Ponte ihre Autobiographie La caccia. Io e i criminali di guerra (dt.: Im Namen der Anklage. Meine Jagd auf Kriegsverbrecher und die Suche nach Gerechtigkeit), in der sie umfangreiches Material über angebliche Organschmuggel-Aktivitäten von Kosovo-Albanern präsentiert. Das Buch sorgte international für viel Wirbel. So äusserte Del Ponte den Verdacht, die Kosovo-Befreiungsarmee UÇK habe im Sommer 1999 rund 300 Serben verschleppt und ihnen Organe für den Weiterverkauf entnommen. Es hätten genügend Beweise für eine Untersuchung vor dem Internationalen Gerichtshof vorgelegen, diese sei aber «im Keim erstickt worden». Ausreichende Beweise für die Entnahme von Organen, die in Albanien in der Nähe von Burrel stattgefunden haben soll, konnten aber weder Del Ponte noch der in dieser Angelegenheit recherchierende Journalist Michael Montgomery vorlegen. Das Eidgenössische Departement für auswärtige Angelegenheiten verbot Del Ponte 2008 die Teilnahme an der Präsentation ihres Buchs per Dekret.
Die Menschenrechtsorganisation Human Rights Watch forderte am 4./5. Mai 2008 den kosovarischen Premierminister Hashim Thaçi und dessen albanischen Amtskollegen Sali Berisha zur Aufklärung auf. Beide wiesen die Vorwürfe öffentlich als unbegründet zurück.
Ausgelöst durch Del Pontes Buch, erstellte der Europarat unter Leitung des Schweizer Europaratsabgeordneten Dick Marty in einer zweijährigen Untersuchung einen Bericht, der im Dezember 2010 erschien. Darin werden Hashim Thaçi und weiteren früheren Führern der kosovarischen Befreiungsarmee UÇK anhand von «erheblichen Beweisen» Verwicklungen in illegalen Organhandel und Beteiligung an Auftragsmorden und anderen Verbrechen vorgeworfen.

## Diverses
Carla Del Ponte lebt im Tessin. Sie spricht Italienisch, Deutsch, Französisch und Englisch. Sie ist zweimal geschieden und hat einen Sohn, Mario Timbal, seit 1. April 2021 Direktor von Radiotelevisione Svizzera (RSI). Von Del Ponte ist bekannt, dass sie eine sehr gute Golf-Spielerin mit einem guten Handicap ist.

## Ehrungen
- Ehrendoktor der Katholieke Universiteit Leuven 2002[25]
- Schwarzkopf-Europa-Preis der Schwarzkopf-Stiftung Junges Europa 2003[26]
- Internationaler Preis des Westfälischen Friedens 2002 für «couragierte Arbeit»
- Goler-T.-Butcher-Medaille 2004
- Wartburgpreis 2006
- Soroptimist International 2007
- Augsburger Universitätspreis für Versöhnung und Völkerverständigung 2007
- SwissAward 2007 in der Kategorie Politik «für ihre unermüdlichen und hartnäckigen Bemühungen, die Menschenrechte durchzusetzen, für Gerechtigkeit einzustehen und damit ein Zeichen für den Weltfrieden zu setzen»
- Theodor-Wanner-Preis 2010
- Hessischer Friedenspreis 2017[27]
- Erich-Walser-Generationenpreis 2019, im Rahmen des WDA-Forums, Universität St. Gallen[28]

## Werke
- Carla Del Ponte, Chuck Sudetic: La caccia. Io e i criminali di guerra. Feltrinelli, Milano 2008, ISBN 978-88-07-17144-4.[29]
  - Deutsche Ausgabe: Im Namen der Anklage. Meine Jagd auf Kriegsverbrecher und die Suche nach Gerechtigkeit. S. Fischer Verlag, 2009, ISBN 978-3-10-013911-5.
- Carla Del Ponte erzählt. Edition erlebt & erinnert, Zürich 2011, ISBN 978-3-9523321-6-0 (Hörbuch).
- Im Namen der Opfer. Das Versagen der UN und der internationalen Politik in Syrien. Giger, Altendorf 2018, ISBN 978-3-906872-53-7.
- Ich bin keine Heldin. Mein langer Kampf für Gerechtigkeit. Westend, Frankfurt am Main 2021, ISBN 978-3-86489-113-7 (auch als Hörbuch).[30]

## Film
- La liste de Carla, von Marcel Schüpbach, 2006, Schweiz (96 Minuten).